# Baltische Universität
Die Baltische Universität war eine Exil-Universität der baltischen Staaten. Sie wurde in der Nachkriegszeit für Flüchtlinge aus Estland, Lettland und Litauen in Hamburg (1946/47) und Pinneberg (1947–1949) gegründet.

## Geschichte
Die Universität wurde März 1946 in Hamburg in der britischen Besatzungszone gegründet. Dabei halfen die United Nations Relief and Rehabilitation Administration (UNRRA), der Lutherische Weltbund und andere Gruppen. Der estnische Astronom Ernst Öpik wurde ihr erster Rektor, der zweite der litauische Archäologe Jonas Puzinas (1905–1978). Seit dem Januar 1947 befand sich Baltische Universität in der Pinneberger Eggerstedt-Kaserne. Sie hatte aus ihrem Hamburger Gründungscampus Museum für Hamburgische Geschichte weichen müssen, da das Museum dort wiedereröffnet werden sollte. Die Lehre fand in den Studienrichtungen Philosophie, Recht und Wirtschaft, Mathematik, Landwirtschaft, Architektur und Ingenieurwissenschaften, Chemie, Maschinenwesen, Sport und Musik statt. Am 15. November 1947 befanden sich 159 Lehrende der Baltischen Universität mit 133 Familienangehörigen, 76 Verwaltungsmitarbeiter und 805 Studierende in der Kaserne. Hinzu kamen 64 Displaced Persons, die über die Westward Ho-Initiative für die britische Industrie gewonnen wurden, sowie 455 weitere Displaced Persons. Im Jahre 1947 zählte die Baltische Universität 1025 Studenten, davon rund zwei Drittel Letten. Insgesamt 76 Studenten legten dort ihr Examen ab, davon 53 Letten, 16 Litauer und 7 Esten. Die allermeisten Studenten setzten ihr Studium an anderen Universitäten fort.
Die Universität hatte rund 170 Professoren und 1.200 Studenten in acht Fakultäten und 13 Abteilungen.
Als viele der Mitarbeiter und Studenten Unterkunft in anderen Ländern gefunden hatten, wurde die Universität zum 30. September 1949 aufgelöst.

## Studentenverbindungen
An der Baltischen Universität wurden fünf (heute in Riga ansässige) Studentenverbindungen gegründet:
- Fraternitas Imantica, 18. Februar 1947 rot–gold–weiß
- Spīdola, Damenverbindung, 11. März 1947 gelb–violett–weiß [5]
- Gersicania, 14. März 1947 weiß–violett–grün
- Zinta, Damenverbindung, 21. April 1947 dunkelblau–schwarz–grün [6]
- Fraternitas Cursica, 7. Mai 1947 schwarz–gold–blau